# Masaaki Hatsumi
Masaaki Hatsumi (初見良昭, Hatsumi Masaaki) (nascido Yoshiaki Hatsumi, em 2 de dezembro de 1931) é um soke, lutador, coreógrafo e médico japonês. Fundador e atual patriarca do Bujinkan, é o ex-discípulo e sucessor das tradições mantidas por Toshitsugu Takamatsu, o último ninja autêntico.
Atualmente reside e ensina na cidade de Noda, Chiba no Japão. Graduado na universidade de medicina Meiji em Tokyo como traumatologista, é diretor de sua própria clínica na cidade de Noda.

## História
Hatsumi iniciou seu caminho nas Artes Marciais com o Kendô, aos 7 anos de idade, e quando jovem praticou Judô e Karatê. Também foi praticante de Ginástica Olímpica, balé e futebol, chegando a ser o capitão do time. Na Universidade praticou Boxe e Judô, chegando a 4º Dan, e ainda estudou teatro.
Graduou-se na universidade de Meiji em Tokyo, e logo tornou-se um quiroprata.
Após a 2ª Grande Guerra Mundial, Hatsumi passou a ensinar Judô aos soldados americanos na base militar de Yokota, e por volta dos 20 anos de idade, passou a se questionar sobre o sentido de praticar uma arte marcial, pois uma pessoa maior e mais forte passava a ganhar de uma pessoa mais graduada, sobrepujando a força fisica a técnica.
A partir disso, passou a buscar uma arte marcial que fosse eficaz para qualquer situação, assim aos 26 anos de idade, através da indicação de um antigo mestre de Kobudô, Soke Hatsumi encontrou seu último mestre, Toshitsugu Takamatsu, na cidade de Kashiwabara, e ficou assustado, pois não conseguia entender como uma pessoa com idade tão avançada e tão baixa estatura podia passar uma sensação de morte tão forte.
Hatsumi foi aluno de Takamatsu Sensei durante os anos 50 e 60. Hatsumi Sensei treinou constantemente com Takamatsu Sensei durante 15 anos. Antes de falecer, Takamatsu Sensei transmitiu a Hatsumi Sensei o título de Soke, ou seja, títular de todo conhecimento antes guardado por ele, junto com toda antiga documentação, tornando Hatsumi, Soke de todas as Artes Marciais que lhe tinham sido transmitidas.
Hatsumi também pintou diversos quadros no estilo Nihonga, tendo suas obras expostas na galeria Nagai em Tóquio e em Paris. Como escritor, Masaaki Hatsumi escreveu diversos livros sobre artes marciais. Também atuou no seriado tokusatsu Sekai Ninja Sen Jiraiya, fazendo o papel de Tetsuzan Yamashi. E participou de outros filmes e seriados como diretor e também como coreógrafo.
Uma das histórias de Masaaki Hatsumi ocorreu que em um certo dia pensou que iria morrer por causa de uma doença. Com este pensamento, ele passou os nove pergaminhos a nove de seus alunos. Muito tempo depois, Hatsumi nao faleceu como achara e pediu os pergaminhos de volta, mas apenas oito de seus alunos entregaram seus pergaminhos, enquanto um deles não o entregou, tendo o mestre, então, que tomá-lo a força.

## Bujinkan
Em 1972, após receber os titulos de Soke de Takamatsu Sensei, Hatsumi fundou a Bujinkan Budo Taijutsu, que significa "Casa do Guerreiro Divino", ele deu este nome em homenagem a Takamatsu Sensei.
A Bujinkan foi criada para dar continuidade ao ensino do Ninjutsu através do mundo. Por conta disso Hatsumi foi condecorado pelo imperador Hirohito como uma relíquia cultural, sendo hoje considerado um patrimônio vivo para a nação japonesa.
As 9 escolas passadas por Takamatsu Sensei ao Soke Hatsumi que formam A Bujinkan Budo Taijutsu são:
- Togakure Ryû Ninpo Taijutsu (34º Soke)
- Gyokko Ryû Kosshijutsu (28º Soke)
- Kukishinden Ryû Happo Hikenjutsu (28º Soke)
- Shinden fudo Ryû Dakentaijutsu (26º Soke)
- Koto Ryû Koppojutsu (18º Soke)
- Gikan Ryû Koppojutsu (15º Soke)
- Takagi Yoshin Ryû Jutaijutsu (17º Soke)
- Kumogakure Ryû Ninjutsu (14º Soke)
- Gyokushin Ryû Ninjutsu (21º Soke)

## Filmes
Ele também atuou como consultor de artes marciais em vários filmes e produções de televisão, incluindo o filme de James Bond, You Only Live Twice, e no primeiro filme da popular série japonesa Shinobi no Mono. Ele também apareceu e foi o coordenador de dublês da série de televisão japonesa de tokusatsu Sekai Ninja Sen Jiraiya como o mentor do herói e figura paterna, Tetsuzan Yamaji.
- You Only Live Twice (1967) - Assistente fotográfico de Tanaka no trem (sem créditos)